# Dois outonos em Paris
Dois Outonos em Paris é um filme do diretor venezuelano Gibelys Coronado, foi lançado comercialmente na Venezuela em 2 de setembro de 2021..
A estreia do filme no festival aconteceu no Festival de Cinema de Bogotá, em 16 de outubro de 2019. O filme foi exibido pela primeira vez na Venezuela, na coletiva de imprensa do Miradas Diversas - 1º Festival de Cinema de Direitos Humanos, em 27 de novembro de 2019. Foi apresentado na cerimônia de abertura do Festival Internacional de Cinema de Guayaquil, em 19 de setembro de 2020.

## Sinopse
O filme conta a história de amor de María Teresa e Antonio quando eram jovens. Muitos anos depois daquele encontro, é outono novamente e Antonio volta a Paris convidado para dar uma conferência sobre direitos humanos. No caminho do aeroporto para o salão de eventos, Antonio reconstrói momento a momento a história de amor que viveu quando jovem com a bela María Teresa, uma jovem refugiada política paraguaia que fugiu de seu país para se salvar da repressão criminosa da ditadura do Sanguinário General Alfredo Stroessner. No Paraguai, María Teresa fazia parte de um grupo político de universitários contrários à ditadura, por isso foi detida e torturada até ser resgatada pelas freiras que a ajudaram a imigrar para a França como refugiada. Os jovens amantes decidem viver juntos, o que transforma Antonio, sem que María Teresa abandone a luta pela liberdade do Paraguai, tendo que decidir entre este novo amor apaixonado e seu país